# 火曜歌謡ビッグマッチ
『火曜歌謡ビッグマッチ』（かようかようビッグマッチ）は、1973年3月27日から1974年9月24日までTBS系列局で放送されていたTBS製作の歌謡バラエティ番組である。放送時間は毎週火曜 20:00 - 20:55 （日本標準時）。

## 概要
毎回歌謡界のライバル2組の対決を見せていた公開番組で、彼らによるデュエット、かくし芸、そして彼らへの応援合戦などが行われていた。その合間には、「今週の告白」と「スターとデイト」のコーナーも設けられていた。
司会は黒柳徹子と井上順が務めていた。このほか、俳優・声優の西尾徳が毎回何らかの役で出演していた。

## スタッフ
- アシスタントディレクター：山田修爾[2]
- ディレクター：山田修爾[2]

## 主題歌
- 虹（歌：井上順、作詞：阿久悠、作曲：森田公一、編曲：高田弘）

## 備考
司会の井上は、番組終了から14年後の1988年9月8日に黒柳が司会を務める『ザ・ベストテン』（TBS）に松下賢次の代理で出演し、久々の再会を果たした。その際に、2人が共演していた本番組のスチル写真による紹介が行われた。